# Éditions Sanje
Ne doit pas être confondu avec Sanje.
 (mars 2009).
Si vous disposez d'ouvrages ou d'articles de référence ou si vous connaissez des sites web de qualité traitant du thème abordé ici, merci de compléter l'article en donnant les références utiles à sa vérifiabilité et en les liant à la section « Notes et références ».
Les Éditions Sanje (Založba Sanje, Rêves) est une maison d'édition slovène fondée en 1997.
Elle a publié :
- la première traduction directe d’un roman de la langue japonaise en langue slovène : La Ballade de l’impossible écrit par Haruki Murakami
- les traductions des ouvrages Le Château blanc (Bela trdnjava, 2005), Neige (Sneg, 2006) et Istanbul, souvenirs d’une ville (Istanbul, spomini na mesto, 2007) d'Orhan Pamuk
- une collection de livres audio comprenant la poésie du poète slovène France Prešeren (avec la participation des artistes célèbres comme Vanessa Redgrave, Katrin Cartlidge, Marjana Lipovšek, Simon Callow, Blixa Bargeld, etc.)
- la première traduction complète du Faust de Goethe
- la collection « Roman africain », unique en Slovénie, fondée en 2004, comprenant toute une série d’auteurs africains classiques et contemporains
- les auteurs slovènes comme Frane Milčinski-Ježek, France Prešeren et Vladimir Bartol